# Griechisch-Türkischer Krieg
Smyrna  I – Aydın – İnönü  I – İnönü  II – Eskişehir – Sakarya – Große Offensive (Dumlupınar – Smyrna  II)

Truppenbewegungen und Schlachten im Griechisch-Türkischen Krieg (griechische Siege in blau, türkische Siege in rot).

Der Griechisch-Türkische Krieg bezeichnet kriegerische Auseinandersetzungen zwischen dem Königreich Griechenland und dem anatolischen Teil des im Ersten Weltkrieg zerschlagenen Osmanischen Reiches in den Jahren 1919–1922.
Dieser Krieg schloss sich unmittelbar an den Ersten Weltkrieg an, in dem sich Griechenland seit dem Regierungswechsel 1917 der Entente angeschlossen hatte, während das Osmanische Reich kurz nach Beginn des Weltkriegs als Verbündeter der Mittelmächte in den Krieg eingetreten war. Zu einer nennenswerten militärischen Konfrontation zwischen beiden Staaten während des Weltkriegs kam es aber nicht. Als sich im Winter 1918/19 der endgültige Zerfall des Osmanischen Reiches abzeichnete, schien für die griechische Regierung der Zeitpunkt gekommen, die „Megali Idea“ (griechisch Μεγάλη Ιδέα ‚Große Idee‘) in die Tat umzusetzen: Es sollten Teile Kleinasiens, in denen auch Griechen lebten, und auch die teilweise griechisch bewohnten europäischen Restgebiete der Türkei für Griechenland gewonnen werden. Auch der Gewinn der Hauptstadt Istanbul erschien möglich, nachdem das infolge der Oktoberrevolution kommunistisch gewordene Russland, dem aufgrund der ursprünglichen interalliierten Abkommen die Stadt zugestanden hätte, aus dem Kreis der Alliierten ausgeschieden war und als Gegner militärisch bekämpft wurde. Im Gegenzug versprach die griechische Regierung, den aufkommenden türkischen Widerstand gegen die alliierten Pläne für eine Nachkriegsordnung, die einen quasi-kolonialen Status für den osmanischen Reststaat vorsahen, militärisch zu brechen.
In Griechenland wurde die Niederlage gegen die Türken als „Kleinasiatische Katastrophe“ wahrgenommen, aus türkischer Sicht handelt es sich dagegen um einen Sieg im Türkischen Befreiungskrieg.

## Überblick
Im Gefolge des Waffenstillstands von Moudros (Mondros in der türkischen Literatur), mit dessen Unterzeichnung am 30. Oktober 1918 die Kampfhandlungen des Ersten Weltkrieges mit dem Osmanischen Reich beendet wurden, kam es zur Besetzung vieler Orte im Osmanischen Reich durch alliierte Truppen. Gegen die Besetzung von Izmir, die am 15. Mai 1919 mit der Ankunft griechischer Truppen in Izmir begann, regte sich aber alsbald der türkische Widerstand. Es entwickelte sich eine rege Partisanentätigkeit, die immer wieder Überfälle durch Angehörige der Kuvayı Milliye umfassten, in die sich auch Angehörige der in Westanatolien bereits seit Jahrhunderten aktiven Banden (siehe die Artikel Celali-Aufstände und Zeybek) einschalteten, und andere kriegsähnliche Handlungen gegen griechische Truppen umfasste. Im Gegenzug unternahm die griechische Armee Strafexpeditionen. Ziel dieser Handlungen mit der Zerstörung von Siedlungen waren zumeist Zivilisten, was auf griechischer wie türkischer Seite die Erbitterung steigerte. Nachdem sich abzuzeichnen begonnen hatte, dass die Alliierten die Aufteilung des Osmanischen Reiches und dessen Beseitigung als unabhängiger Staat beabsichtigten, verstärkte sich der türkische Widerstand in Anatolien, der nach seiner Landung in Samsun am 19. Mai 1919 von Mustafa Kemal organisiert wurde.
Ab dem Sommer 1920 wurden aufgrund einer Absprache zwischen der griechischen und britischen Regierung dann umfassende Militäroperationen durchgeführt, mit dem Ziel, die inzwischen konstituierte Nationalregierung in Ankara zur Annahme der alliierten Aufteilungspläne zu zwingen. Mit der förmlichen Besetzung Istanbuls und Übernahme der Verwaltung am 16. März 1920 hatten die Alliierten zwar die Regierung des Sultans unter ihre Kontrolle gebracht und die Auflösung des oppositionellen osmanischen Parlaments erzwungen, doch war die Beseitigung der Gegenregierung und der Nationalversammlung durch die Kuva-yi İnzibatiye gescheitert. Zum einen wollten die kriegsmüden Alliierten, die durch den türkischen Widerstand überrascht waren, nach dem verlustreichen Ersten Weltkrieg keine Militäroperationen mit eigenen Soldaten durchführen, zum andern waren die Ententemächte auch aufgrund ihrer unterschiedlichen, zum Teil unvereinbaren Interessen uneinig. Während die Briten die griechische Regierung stärkten und Hoffnungen auf die Verwirklichung der Megali Idea machten, unternahm der Bündnispartner Italien, der seine Interessen durch die Präsenz der Griechen in Izmir und den inzwischen abgeschlossenen Vertrages von Sèvres nicht genügend berücksichtigt fand, viel, um diesen Vertrag zu torpedieren, indem er Waffen und Kriegsmaterial an die Jungtürken und Mustafa Kemal lieferte.
Nach der Wahlniederlage des ententefreundlichen Ministerpräsidenten Eleftherios Venizelos im November 1920 und dem Sieg der so genannten Vereinten Opposition u. a. um Dimitrios Gounaris, der auch die Rückkehr des als deutschfreundlich geltenden Königs Konstantin auf den griechischen Thron veranlasste, erkaltete zunehmend auch die Parteinahme der Westmächte für Griechenland.
Hatte die Opposition um Gounaris, während des Wahlkampfs 1920 noch mit der Parole heimwärts (griech. οἴκαδε, oikade) geworben und dem kriegsmüden griechischen Volk versprochen, das Heer von allen Konfliktherden abzuziehen, so tat sie nach ihrer Regierungsübernahme das genaue Gegenteil und weitete die Militäroperationen mit anfänglichen Erfolgen weiter ins kleinasiatische Hinterland aus. Trotz der im Vergleich überlegenen griechischen Logistiktruppen stellte sich die Truppenversorgung fernab der Küste ziemlich bald als entscheidende strategische Achillesferse des griechischen Heeres heraus. Nachdem ein griechischer Vorstoß auf Ankara im Sommer 1921 von türkischen Truppen in der Schlacht am Sakarya zurückgeschlagen worden war, führte der türkische Gegenangriff nach etwa einem Jahr, das ohne größere militärische Unternehmungen an der griechisch-türkischen Front verlaufen war, binnen weniger Tage zum totalen Zusammenbruch der Front Ende August 1922. Die damaligen Ministerpräsidenten Gounaris und Nikolaos Stratos sowie vier weitere für die Niederlage hauptverantwortliche Politiker wurden einige Monate später in Athen zum Tode verurteilt.
Das Ende des Krieges erlebten wichtige Städte Kleinasiens als totalen Untergang, verursacht durch den ethnischen Hass auf beiden Seiten. Der unerbittliche Krieg und das mit ihm verbundene Trauma zusammen mit der anschließenden Rückeroberung haben Generationen türkischer Dichter und Schriftsteller in ihren Werken beeinflusst. So wurde der von Turgut Özakman geschriebene Roman Şu Çilgin Türkler (deutsch Diese verrückten Türken) millionenfach in der Türkei verkauft. Auf griechischer Seite sind als literarische Bearbeitungen der Roman von Dido Sotiriou Ματωμένα χώματα (deutsch Grüß mir die Erde, die uns beide geboren hat) hervorzuheben sowie Mimi Denisis Theaterstück Σμύρνη μου αγαπημένη („Mein geliebtes Smyrna!“).

## Vorgeschichte
Mit der Eroberung von Konstantinopel durch die Osmanen unter Mehmed II. herrschten die Osmanen von 1453 bis 1830 über die Griechen. Viele griechisch besiedelte Regionen kamen teilweise erst im Laufe dieser Zeitspanne unter osmanische Herrschaft. Mit der Schwächung des Osmanischen Reiches und dem Erstarken des griechischen Nationalbewusstseins kam es am Anfang des 19. Jahrhunderts zu einer Unabhängigkeitsbewegung auf dem Gebiet des seit Jahrtausenden von Griechen bewohnten Gebietes. Die Aufstände der Griechen für Freiheit und Unabhängigkeit von der osmanischen Beherrschung konnten von der Hohen Pforte nur zum Teil niedergeschlagen werden. 1830 setzten die europäischen Großmächte gegenüber dem Osmanischen Reich ein unabhängiges Griechenland durch. Erst im Balkankrieg von 1912/13 konnte Griechenland gegenüber dem Osmanischen Reich große Landgewinne verzeichnen. Die vorangegangenen Kriege hatte das junge Griechenland zum Teil verloren.

## Erster Weltkrieg und Besetzung des Osmanischen Reiches

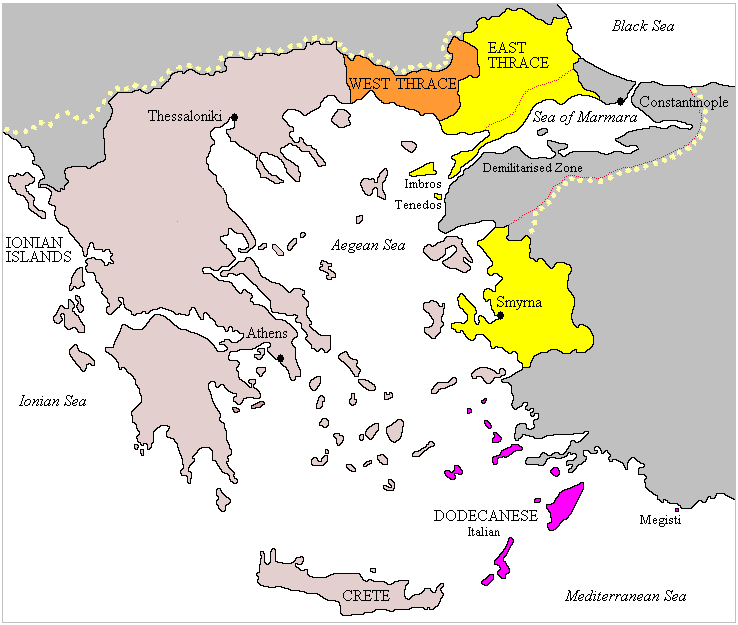
Geplante Gebietserwerbungen Griechenlands:
Griechenland zugesagte Gebiete des Osmanischen Reiches
Westthrakien (von Bulgarien)
Dodekanes (seit 1912 von Italien besetzt)

Griechenland schloss sich im Ersten Weltkrieg – unter dem Eindruck der Besetzung weiter Landesteile durch alliierte Truppen seit 1915 und nach der durch diese erzwungenen Abdankung des deutschfreundlichen Königs Konstantin I. – erst sehr spät, am 27. Juni 1917, der Entente an und beteiligte sich unter der Regierung Venizelos an den Kämpfen an der Salonikifront. Zu den Gegenleistungen der alliierten Regierungen für den Kriegseintritt gehörte das Versprechen auf Beteiligung an der territorialen Aufteilung des Osmanischen Reiches nach dem Krieg. In Aussicht gestellt wurden Griechenland unter anderem Ostthrakien, die Inseln Imbros und Tenedos sowie die bedeutende Hafenstadt Smyrna (türk. Izmir) mit Umland. In der damaligen Zeit war unter den national gesinnten Griechen die Idee der Megali Idea sehr populär. Demnach sollten alle griechisch besiedelten Gebiete in Anatolien und auf dem Balkan in einem großen Nationalstaat vereinigt werden. Ziel war die Annexion von Gebieten in Westanatolien und Thrakien mit hohen griechischen Bevölkerungsanteilen. Aber auch Konstantinopel (heute İstanbul) sollte eventuell gewonnen und dann zur neuen Hauptstadt gemacht werden.
Aufgrund des weitgehenden militärischen Zusammenbruchs der Mittelmächte im Herbst 1918 sah sich das Osmanische Reich gezwungen, am 30. Oktober 1918 mit den durch Großbritannien vertretenen Entente-Mächten den Waffenstillstand von Moudros zu schließen. Dieser räumte den alliierten Mächten unter anderem das Recht ein, im Sinne der Aufrechterhaltung der öffentlichen Ordnung Truppen an nahezu beliebigen Punkten in Kleinasien zu stationieren. Unter den Bedingungen des Waffenstillstands wurde noch im November 1918 Istanbul besetzt.
Gemäß den während des Krieges abgeschlossenen Geheimabkommen der Entente-Mächte waren große Gebiete des Osmanischen Reiches unter den Siegermächten in Einflusszonen „aufgeteilt“ worden. Die arabischen Besitztümer des Reiches wurden Frankreich und Großbritannien unterstellt. Italien wurde im Südwesten der heutigen Türkei eine Besatzungszone zugesprochen, die nach den ursprünglichen Absprachen auch das Smyrna-Gebiet umfassen sollte. Letztlich sollte der türkische Staat auf eine kleine Region in Zentralanatolien beschränkt werden. Auf der Pariser Friedenskonferenz 1919, die keine endgültige Regelung für die Gebiete der heutigen Türkei traf, erreichte Venizelos die Zustimmung der Hauptsiegermächte zur Besetzung Smyrnas, was zu einem unterschwelligen Konflikt mit Italien führte.

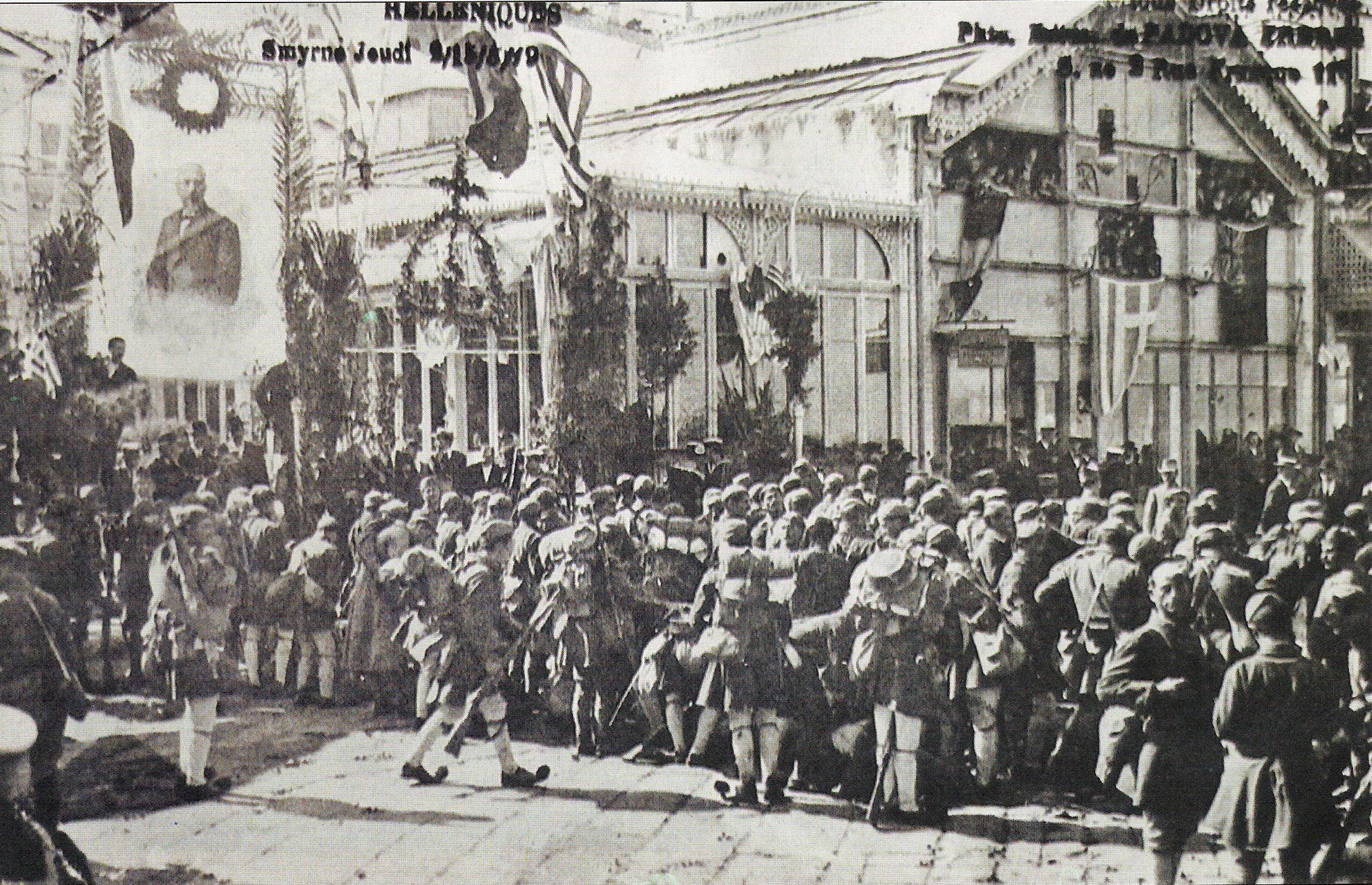
Griechische Soldaten im Mai 1919 in Izmir

Die Besetzung Izmirs durch griechische Truppen begann am 15. Mai 1919. Zunächst waren die griechischen Soldaten, die mit Waffen und Material von Großbritannien unterstützt wurden, siegreich. Sofort nach Ankunft begingen die griechischen Truppen Massaker an türkischen Zivilisten. Griechenland verpflichtete sich später in den Verträgen von Lausanne, Reparationen an die Türkei zu leisten für „Schäden, die aufgrund von gegen das Kriegsrecht verstoßenden Taten der Armee“ entstanden. Allerdings verpflichtete sich die Türkei, in Anbetracht der Umstände des Krieges und der finanziellen Situation Griechenlands, auf diese Zahlungen zu verzichten. Auf Bemühung von Mustafa Kemal lösten die Invasion und das Massaker landesweit Proteste aus. (Mustafa Kemal, damals Inspektor für Anatolien, hatte Schreiben an alle Gouverneure und Armeekommandeure geschickt, landesweit Aktionen zu starten und Protestschreiben an die Alliierten und an die Regierung in Konstantinopel zu schicken.)

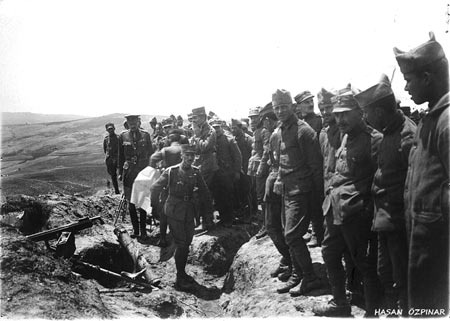
Ein britischer Offizier (zweiter von links) inspiziert griechische Truppen und Schützengräben.

Zwischen dem 20. und 23. Mai 1919 kam es zu Massendemonstrationen in Konstantinopel. Man spielte mit dem Gedanken, das Militärgefängnis Bekirağa, in dem wegen potenzieller Kriegsverbrechen während des Ersten Weltkriegs verdächtigte Osmanen saßen, zu stürmen. Großwesir Damat Ferid, der nach der Invasion İzmirs zurückgetreten, aber einige Tage später erneut zum Großwesir ernannt worden war, entließ – aus Furcht vor dieser Gefahr – mehrere Personen aus der Haft und stimmte dem von den Briten lange erwünschten Plan der Verbannung der Inhaftierten nach Malta zu. Am 28. Mai 1919 holten die Briten 67 Gefangene aus dem Gefängnis Bekirağa und verlegten sie nach Malta.
Inzwischen hatte sich unter Mustafa Kemal in Ankara der Kern einer zukünftigen türkischen Regierung gebildet. Gemäß dem Abkommen von Amasya zwischen Mustafa Kemal und Salih Pascha, einem Vertreter der Regierung des Sultans vom 20. Oktober 1919 war nach Wahlen am 12. Januar 1920 letztmals das osmanische Parlament in Istanbul zusammengetreten, in dem die Anhänger der Nationalbewegung die Mehrheit besaßen. Nach einer Vorlage des Komitees in Ankara beschloss das Parlament am 28. Januar 1920 den Nationalpakt (Misak-ı Millî), dessen Inhalt den Vorstellungen der Alliierten zuwiderlief. Angesichts dieser oppositionellen Haltung besetzten die Alliierten am 16. März 1920 formell Istanbul und begannen nationalistische Politiker zu verhaften, die indes von den Italienern gewarnt worden waren und in großer Zahl nach Ankara flohen. Am 11. April 1920 löste der Sultan das Parlament formell auf und ließ durch den Şeyhülislam eine Fetwa verkünden, die die Nationalisten als Apostaten mit dem Tode bedrohte. Mustafa Kemal konterte, indem er den Mufti von Ankara eine Gegen-Fetwa verkünden ließ, die den Sultan-Kalifen als Gefangenen der Ungläubigen darstellte. Auch militärische Maßnahmen der Sultansregierung gegen die Nationalisten scheiterten, sei es durch die von der Regierung aufgestellte Kuvva-yı İnzibatiye (Disziplinierungskräfte) bzw. Hilâfet Ordusu (Armee des Kalifats), sei es durch tscherkessische Freischaren unter dem Kommando von Anzavur. Vielmehr wurde am 24. April 1920 unter pompösen religiösen Zeremonien die erste türkische Nationalversammlung einberufen, was in Fernwirkung zur fortschreitenden Erosion der Autorität und des Ansehens der Sultansregierung und schließlich des Sultans selbst führte. Schließlich begannen nationalistische Freischärler auch die Präsenz der Alliierten in Istanbul zu bedrohen.
Als keine der alliierten Mächte sich bereit erklärte, die 27 Divisionen bereitzustellen, die der französische Marschall Ferdinand Foch zur Bezwingung der türkischen Nationalisten für erforderlich hielt, erklärte sich Venizelos, der hier eine Chance zur Verwirklichung der groß-griechischen Pläne witterte, für Griechenland hierzu bereit. Auf der Konferenz von Sanremo vom 19. – 26. April 1920 verabredeten die Alliierten die Aufteilung der Türkei, wobei Venizelos den britischen Premierminister David Lloyd George auf seine Seite ziehen konnte. Die französische Regierung, die in ihrer Deutschlandpolitik auf britische Hilfe angewiesen war, folgte. Das Smyrna-Gebiet wurde nun nicht Italien zugesprochen. In der Folge begann Italien die alliierten Pläne gegenüber der Türkei zu sabotieren. Zunächst aber gestatteten am 20. Juni 1920 Lloyd George und der französische Ministerpräsident Alexandre Millerand, dass im Austausch für eine griechische Division zur Stationierung auf der Izmit-Halbinsel (zum Schutz Istanbuls) griechische Truppen im Rahmen einer „konzertierten Aktion“, die Milne-Linie, die die Grenze der Griechenland zugestandenen Besatzungszone um Izmir, überschreiten durften. Unmittelbar danach ließ Venizelos die griechischen Truppen vorrücken.
Die griechischen Truppen rückten in Anatolien zunächst schnell vor. Am 30. Juni 1920 eroberten sie Balıkesir, kurz darauf Bursa. Das beabsichtigte Ziel, die türkische Seite unter Mustafa Kemal zum Nachgeben zu zwingen, erreichte die Offensive aber nicht. Vielmehr verstärkte sich der türkische Widerstand, während die logistischen Probleme der griechischen Armee zunahmen und ihre Reputation wegen der Behandlung der Zivilbevölkerung zu leiden begann.
Griechenland erhielt nach dem Vertrag von Sèvres vom 10. August 1920 Ostthrakien und die Verwaltungshoheit über Smyrna/İzmir. Nach den Plänen des Vertrages sollten daneben ein unabhängiger armenischer Staat im Nordosten und eventuell später ein kurdischer Staat im Südosten entstehen.
Dieser Vertrag wurde nur unter Protest von der nominellen osmanischen Regierung des Sultans Mehmed VI. unterzeichnet, die sich in Istanbul in der faktischen Gewalt der Siegermächte befand. Die sich abzeichnende oppositionelle Bewegung unter General Mustafa Kemal lehnte die Bedingungen des Vertrages ab. Ziel von Mustafa Kemal war die Gründung eines modernen Nationalstaates, der auf die „Kernregionen“ der türkisch besiedelten Gebiete im Osmanischen Reich begrenzt war und damit alle imperialen Gebietsansprüche in Arabien, im Kaukasus und auf dem Balkan aufgab.
Im Oktober 1920 erlag der griechische König Alexander völlig überraschend einer Blutvergiftung. In den nachfolgenden Parlamentswahlen vom November 1920 erlitt die Liberale Partei Venizelos’ eine Niederlage gegen die konservative Opposition, die mit einer Beendigung des Krieges für sich geworben hatte. Der im Exil lebende Konstantin wurde im folgenden Monat in einem Referendum auf den Thron zurückgerufen, der entgegen den Wahlversprechen den Krieg fortsetzte.

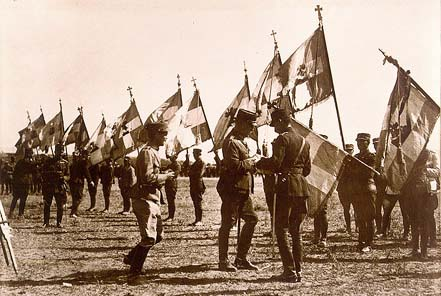
Der griechische König Konstantin I. 1921 beim Besuch der Truppen bei Kütahya

Frontverläufe im Griechisch-Türkischen Krieg
in beige die maximale Ausdehnung des griechischen Vorstoßes 1921, in blau die Front im August 1922

In einem Gefecht bei der Ortschaft İnönü am 10. Januar 1921 brachte der dortige türkische Oberbefehlshaber İsmet Pascha (der spätere türkische Minister- und Staatspräsident İsmet İnönü) den Vormarsch der Griechen vorübergehend zum Stehen. Eine Friedenskonferenz in London im Februar 1921 erbrachte keine Ergebnisse. Einen erneuten Vormarsch der griechischen Truppen in Richtung Eskişehir konnten die Türken unter İsmet Pascha in der zweiten Schlacht von İnönü vom 23. März 1921 bis zum 1. April 1921 wiederum aufhalten und die Griechen auf eine Linie von Kütahya bis Afyonkarahisar zurückzudrängen.
Auf ihrem Rückzug zerstörten die griechischen Truppen Städte und Dörfer und vertrieben deren Bewohner. Irreguläre griechische Einheiten, die sich Mavri Mira (schwarzes Schicksal) nannten, töteten bei ihren Kämpfen mit türkischen Irregulären auch unbeteiligte Dörfler. Eine Interalliierte Untersuchungskommission stellte fest: „There is a systematic plan of destruction of Turkish villages and extinction of the Moslem population“ (dt.: Es gibt einen systematischen Plan zur Zerstörung türkischer Dörfer und zur Auslöschung der moslemischen Bevölkerung).
Vor der erneuten Offensive der Griechen im Juli 1921 zogen sich die türkischen Truppen dann nach den Schlachten von Kütahya und Eskişehir bis hinter den Sakarya zurück. Wegen der kritischen Lage übernahm Mustafa Kemal, damals schon Präsident der Nationalversammlung in Ankara, den Oberbefehl über die türkischen Truppen. Am 23. August 1921 begann mit einem griechischen Angriff die Schlacht am Sakarya in der Nähe der heutigen Stadt Polatlı, etwa 70 km von Ankara entfernt. Die Griechen rückten zunächst bis auf eine Entfernung von 50 km auf Ankara vor, so dass dort bereits der Geschützdonner zu hören war, doch gelang es den Türken in vielen kleineren Gefechten, den griechischen Vormarsch nach drei Wochen zum Stehen zu bringen und dann mit einer Gegenoffensive die Griechen auf ihre Ausgangspositionen zurückzuwerfen. Mit der Unterzeichnung der Konvention von Ankara am 20. Oktober 1921 schied Frankreich aus dem Kreis der Gegner der türkischen Nationalregierung in Ankara aus. Mit dem Vertrag von Kars vom 13. Oktober 1921 war auch der Krieg an der Ostgrenze der Türkei beendet.
Nach einem Jahr ohne größere Unternehmungen an der Westfront begannen die Türken am 26. August 1922 mit ihrer Gegenoffensive, dem Großen Angriff (Büyük Taarruz). Die griechischen Linien wurden bereits am zweiten Tag der Offensive durchbrochen und Afyonkarahisar zurückerobert. In der erbittert geführten Schlacht von Dumlupınar, 80 km südlich von Kütahya, brachten die Türken, unter General Mustafa Kemal, den Griechen am 30. August 1922 eine vernichtende Niederlage bei. In der Folge dieser Niederlage mussten sich alle griechischen Truppen aus Anatolien zurückziehen. Seit diesem Tag wird der 30. August in der Türkei als „Zafer Bayramı“ („Tag des Sieges“) jedes Jahr gefeiert.
Infolge des verlorenen Krieges fand in Griechenland ein Staatsstreich statt. König Konstantin musste abdanken. Prinz Andreas von Griechenland wurde am 2. Dezember 1922 wegen Befehlsverweigerung und Verrats während des Türkei-Feldzugs degradiert und verbannt. Ministerpräsident Dimitrios Gounaris wurde zusammen mit hohen Offizieren des Hochverrats angeklagt und am 28. November 1922 in Goudi bei Athen hingerichtet.

## „Kleinasiatische Katastrophe“
Am 9. September 1922 geschah das, was Griechen die „kleinasiatische Katastrophe“ ( Μικρασιατική καταστροφή) nennen. Mustafa Kemal Atatürk, in Thessaloniki geboren, eroberte Izmir mit seinen Truppen. In den ersten Tagen nach der Eroberung wurden 40.000 Einwohner umgebracht und die armenischen und griechischen Viertel der Stadt wurden in einem großen mehrtägigen Feuer (Brand von Izmir) zerstört. Nun wurden die griechische Bevölkerung und auch der Teil der armenischen Bevölkerung, der dem Völkermord während des Ersten Weltkrieges in Kleinasien – durch die Intervention des deutschen Generals Liman von Sanders – entkommen war, vertrieben. Kurz zuvor war noch ein Teil der griechischen Bevölkerung von englischen Schiffen aus der Stadt evakuiert worden; Schriftsteller wie der Literaturnobelpreisträger Giorgos Seferis und Jeffrey Eugenides (in Middlesex) machten diese Ereignisse zum Gegenstand ihrer literarischen Arbeiten.
Die griechischen Truppen zerstörten auf ihrem Rückzug zahlreiche türkische Städte und Dörfer. In Alaşehir, dem antiken Philadelphia, wurden 4300 von 4500 Häusern zerstört, 3000 Menschen kamen dabei ums Leben. In Manisa, dem antiken Magnesia, blieben nur 1400 von 14000 Häusern unversehrt.
Die Folgen des verlorenen Krieges waren schwerwiegend, es kam zu Zwangsumsiedlungen und Vertreibungen großen Ausmaßes auf beiden Seiten. Hunderttausende von orthodoxer Griechen wurden vertrieben oder mussten aus ihrer Heimat fliehen, zehntausende starben auf der Flucht. Das Griechentum in Kleinasien mit einer über 2.500 Jahre alten Geschichte wurde beendet. Arnold J. Toynbee, der für den Manchester Guardian über den Krieg berichtete, kam zu dem Schluss, dass

“...(Greece had proved) as incapable as Turkey (or for that matter any western country) of governing well a mixed population containing an alien majority and a minority of her own nationality.”

„Griechenland erwies sich als genauso unfähig wie die Türkei oder jedes westliche Land in dieser Hinsicht, eine gemischte Bevölkerung aus einer ausländischen Mehrheit und einer Minderheit ihrer eigenen Nation zu regieren.“

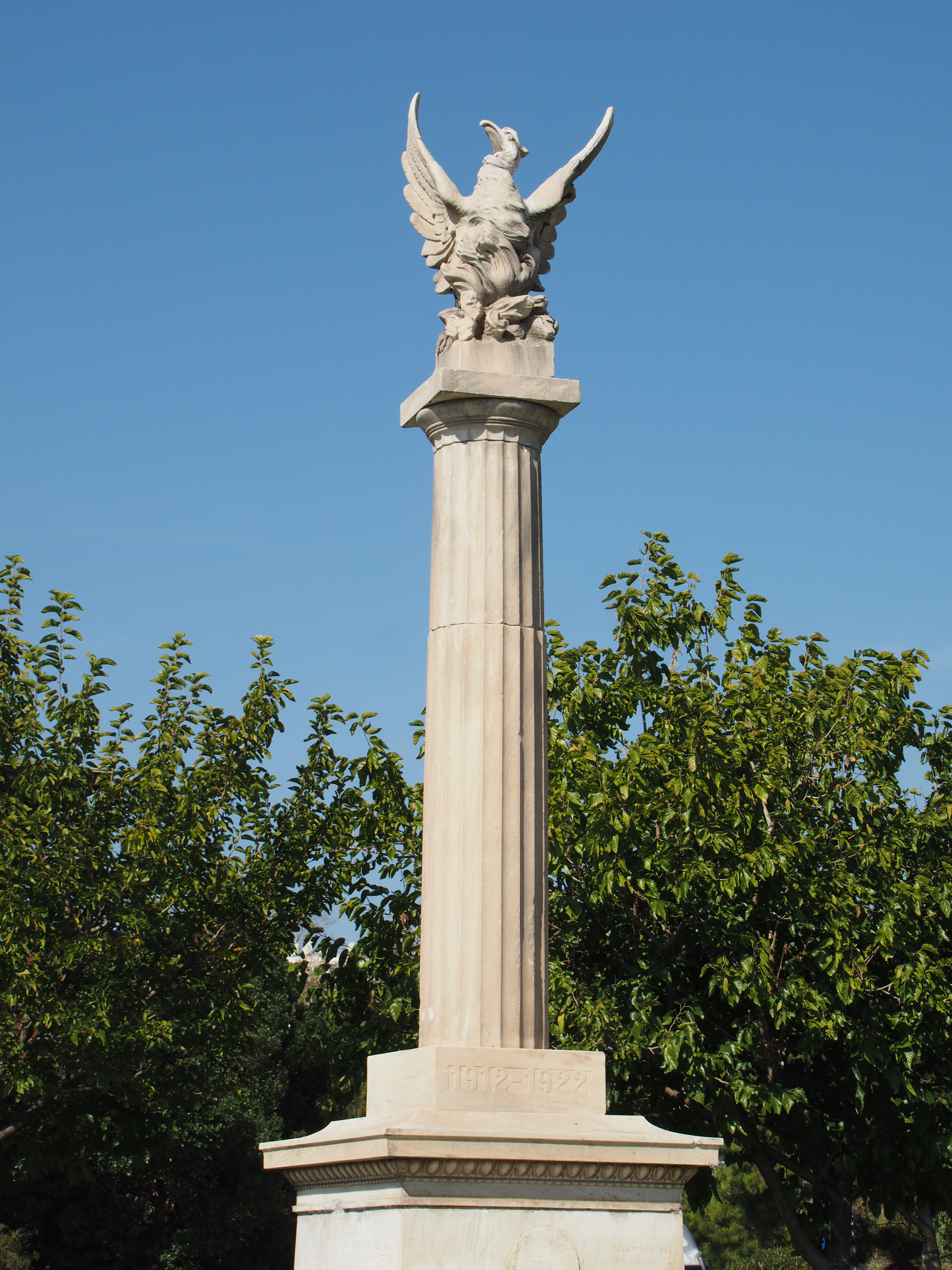
Denkmal zum Griechisch–Türkischen Krieg in Volos, Region Thessalien

Aus Griechenland wurden hunderttausende von Türken vertrieben oder mussten fliehen, wobei auch dort zehntausende auf der Flucht starben. Angemerkt werden muss hierbei, dass die Unterscheidung zwischen „Türken“ und „Griechen“ zu der damaligen Zeit fast ausschließlich über die Religionszugehörigkeit erfolgte.
In der Konvention über den Bevölkerungsaustausch zwischen Griechenland und der Türkei von 1923 wurde im Einvernehmen beider Regierungen ein Austausch der Bevölkerungen beschlossen. Die Zwangsumsiedlung betraf etwa 900.000 Griechen und 400.000 Türken. Abweichende Zahlen ergeben sich daraus, dass Fluchtbewegungen und Vertreibungen bereits vor dem vereinbarten Bevölkerungsaustausch, beginnend mit den Balkankriegen und während des Griechisch-Türkischen Krieges stattgefunden hatten, die durch den vereinbarten Tausch legalisiert wurden. Die zurückgelassene Habe der Flüchtlinge, Vertriebenen und Zwangsumgesiedelten, insbesondere Grund und Boden, wurde nämlich nicht entschädigt, sondern an die Flüchtlinge, Vertriebene und Zwangsumgesiedelten der jeweiligen Gegenseite verteilt. Als ausschlaggebendes Kriterium der Volkszugehörigkeit wurde die Religion festgelegt (orthodox = griechisch, muslimisch = türkisch), die nicht immer der ethnischen Zugehörigkeit entsprach. Durch den Zuzug der Griechen aus dem anatolischen Festland und dem Pontos hatte Griechenland eine Flüchtlingsquote von ca. 25 % zu bewältigen, d. h. jeder vierte Grieche war Flüchtling.
Die meisten der 400.000 Türken, die zwangsumgesiedelt wurden, waren zuvor in Nord-Griechenland, Makedonien und auf den Ägäischen Inseln ansässig, ca. ein Drittel der zwangsumgesiedelten Griechen in der Stadt İzmir. Ausnahmen wurden nur für die Türken im westlichen Thrakien und für die Griechen in Konstantinopel sowie auf den vorgelagerten Inseln Imbros (Gökçeada) und Tenedos (Bozcaada) gemacht. Viele der von der Umsiedlung ausgenommenen Griechen folgten jedoch später ihren vertriebenen Landsleuten, besonders nach dem Pogrom von Istanbul in der Nacht vom 6. auf den 7. September 1955 und aufgrund der staatlichen Diskriminierungspolitik und Enteignungen, so dass die griechische Gemeinde in Istanbul heute auf geschätzte 2.500 Mitglieder geschrumpft ist. Die Einwohnerzahl der türkischen Gemeinde im griechischen Thrakien ist trotz der staatlichen Diskriminierungspolitik, Enteignungen und dem gegen den Vertrag von Lausanne verstoßenden Entzug des Aufenthaltsrechts und Massenausschreitungen gegenüber dieser Minderheit je nach Schätzwert ebenfalls geschrumpft bzw. doch leicht angestiegen. Ihre Zahl wird je nach Quelle heute auf 80.000 bis 120.000 geschätzt. Ausländische Schätzungen tendieren dabei eher nach unten, wohingegen paradoxerweise sowohl die Vertreter der türkischen Minderheit als auch die griechische Regierung von bis zu 120.000 sprechen.
Die damaligen Ereignisse bedeuten für viele Türken und Griechen bis heute ein Trauma und sind eine Hauptursache für die teils bis heute schwelenden Ressentiments zwischen beiden Völkern, etwa auf Zypern. Auf die blutigen Übergriffe auf die türkischen Zyprer folgte das ebenfalls blutige Pogrom am 6./7. September 1955 gegen die Griechen von Istanbul und in Folge eine Diskriminierungspolitik gegen die dortigen Griechen, auf die wiederum auch der griechische Staat ab 1955 seine Diskriminierungspolitik gegen die Türken im griechischen Thrakien einleitete.
Ein lebendiges Denkmal für die Vertreibungen von einst sind die Fußballvereine AEK Athen und PAOK Saloniki. Bei PAOK steht das K im Vereinsnamen für „Konstantinoupoliton“, also für „der Konstantinopoliten (Genitiv)“ und bei AEK für „Konstantinoupoleos“, also „der (Stadt) Konstantinopel“. Weitere Vereine aus dem griechischen Kleinasien sind der 1891 in Smyrna gegründete Verein GS Apollon Smyrnis sowie der ebenfalls ursprünglich aus Smyrna stammende Verein Panionios.